# Dumitreștii Gălății
Dumitreștii Gălății – wieś w Rumunii, w okręgu Jassy, w gminie Schitu Duca. W 2011 roku liczyła 715 mieszkańców.